# Theodor Wisch
Theodor Wisch (Wesselburenerkoog, 13 dicembre 1907 – Amburgo, 11 gennaio 1995) è stato un generale tedesco delle Waffen-SS durante la seconda guerra mondiale.

## Biografia
Wisch nacque a Wesselburenerkoog nell'Holstein, nel 1907, figlio di fattore. Dopo aver completato gli studi, ed essersi iscritto ad una facoltà agraria, nel 1930 decise di abbandonare gli studi per entrare nelle SS.
Assegnato inizialmente al 1. Sturmbann (battaglione) della 53. SS-Standarte Dithmarschen dopo essere stato promosso SS-Oberscharführer venne trasferito all'SS Sonderkommando Berlino, il primissimo nucleo della Leibstandarte SS Adolf Hitler. Dopo due promozioni nell'arco di tre mesi, ottenne il comando del 1. Sturmbann della Leibstandarte, mantenendo la guida di questa sezione sia nell'invasione della Polonia, che nelle Campagne nei Paesi Bassi, in Francia e nei Balcani.
Il 1º luglio 1941 venne nominato comandante del II. Battaglione del 1. Reggimento di fanteria SS, venendo ben presto trasferito al comando del 2. Reggimento di fanteria SS (motorizzato), al cui comando, come SS-Sturmbannführer, venne decorato con la Croce di Cavaliere il 15 settembre 1941. Dopo la terza battaglia di Char'kov e la battaglia di Kursk venne decorato con la Croce tedesca in Oro.
Nell'agosto del 1943, come SS-Oberführer, assunse il comando della divisione Leibstandarte in sostituzione di "Sepp" Dietrich. La divisione era da poco stata trasferita nell'Italia settentrionale per fronteggiare la crisi generata dallo sbarco degli Alleati in Sicilia e dalla caduta di Mussolini: in questo teatro bellico dopo l'8 settembre essa effettuò combattendo l'occupazione delle città di Parma, Cremona, Piacenza, Reggio Emilia, Modena e Vicenza, mentre nell'ottobre alcuni suoi reparti si resero protagonisti del primo eccidio di ebrei in Italia sulla riva piemontese del Lago Maggiore, e della strage di civili e dell'incendio di Boves (nei pressi di Cuneo).
Fatto ritorno sul Fronte Orientale, Wisch e la Leibstandarte vennero impegnati in durissimi combattimenti nella zona di Kiev, Žitomir, Korosten', Berdičev, Pogrebišče e nell'area di Tarnopol, dopo che la divisione era rimasta intrappolata nella sacca di Kamenec-Podol'skij. Per le sue azioni Wisch venne decorato con le Foglie di Quercia della Croce di Cavaliere (12 febbraio 1944) e promosso SS-Brigadeführer (30 gennaio 1944).
Trasferita in Belgio, e destinata a riserva nell'area di Bruges nelle Fiandre, dato che l'Oberkommando der Wehrmacht (OKW) si aspettava l'invasione Alleata nei pressi del Passo di Calais, la "sorpresa" dello Sbarco in Normandia costrinse la Leibstandarte a trasferirsi a marce forzate nell'area di Caen, che raggiunse solamente il 18 giugno, a causa dei continui attacchi delle forze aeree alleate. Successivamente venne impegnata nella zona di Avranches per impedire lo sfondamento della 7. Armata di George Patton.
Rimasto ferito in seguito ad un attacco aereo nella Sacca di Falaise; Wisch, dimesso dall'ospedale militare delle SS di Hohenlychen, venne assegnato allo SS-Führungshauptamt (Quartiere operativo delle SS) dove rimase fino al termine della guerra. Il 30 agosto 1944 venne decorato con le Spade della Croce di Cavaliere per i combattimenti sul Fronte occidentale.
Dopo due infarti, morì nel 1995 ad Amburgo-Norderstedt.